# Jan Popken
Jan Popken   (Hijkersmilde, 14 de desembre de 1905 - Amsterdam, 6 d'agost de 1970) va ser un matemàtic neerlandès.
Popken va néixer a Smilde, de família pagesa acomodada. Va estudiar matemàtiques a la universitat de Groningen, en la qual es va graduar el 1931. Després d'un curs d'estudis post-doctorals a la universitat de Göttingen, va tornar al seu país per ser professor de secundària. El 1935 va obtenir el doctorat a la universitat de Groningen amb una tesi sobre nombres transcendents dirigida per Johannes van der Corput. De 1937 fins a 1940 v ser professor ajudant ala universitat de Groningen i, a continuació, a la de Leiden, fins a l'ocupació nazi, quan va haver de tornar a l'ensenyament secundari. Acabada la Segona Guerra Mundial va ser nomenat professor de la universitat d'Utrecht el 1947, de la qual va passar a la d'Amsterdam el 1955. La seva lliçó inaugural a Amsterdam portava per títol Mathesis en Maatschappij (Matemàtiques i Societat). Va morir el 1970.
Popken és recordat sobre tot per un teorema, inclòs a la seva tesi doctoral de 1935, sobre els coeficients de les sèries de potències que satisfan equacions diferencialsi que pot aplicar-se a la demostració de la transcendència dels nombres.